# Kweneng West
Kweneng West è uno dei due sottodistretti del distretto di Kweneng nel Botswana.

## Villaggi
- Botlhapatlou
- Diphuduhudu
- Ditshegwane
- Dutlwe
- Kaudwane
- Khudumelapye
- Kotolaname
- Letlhakeng
- Maboane
- Malwelwe
- Mantshwabisi
- Maratshwane
- Metsibotlhoko
- Monwane
- Moshaweng
- Motokwe
- Ngware
- Salajwe
- Serinane
- Sesung
- Sorilatholo
- Takatokwane
- Tsetseng
- Tswaane

## Località
- Bagwasi/Sekgweng
- Bajwane
- Basarwa
- Basarwa Farm
- Basimane
- Bilwane
- Boagatshega
- Bobaathebe
- Bodile
- Boijane
- Bojale
- Bojelo
- Bokaekanyane
- Bonno/Kokorwe
- Borabane/Morebane
- Bosutelelo
- Botlhoko
- Botshabelo
- Castere
- Chaokeng
- Digung
- Digwagwa
- Dikabana
- Dikalanyane
- Dikgankana
- Dikgatlhong
- Dikgonnyane
- Dikgonnye
- Dikhudu
- Dikole 1
- Dikole 2
- Dikolobe
- Dikukama
- Dilegase
- Dilepe
- Dingape
- Dinku
- Dinonyane
- Dinonyane
- Diolwane
- Dipageng
- Diphatlo
- Diphepheng
- Diphudugodu
- Diralatsamanong
- Ditampana
- Dithwane
- Ditladi
- Ditladi
- Ditlou
- Ditshoswane
- Ditshotlego
- Ditshotlego
- Ditshukudu
- Ditshukudu
- Ditswaaladi
- Dore
- Ga Monthe
- Gabosigwane
- Gamakaba
- Gamhemele
- Gamodingwana
- Gamogonodiwa
- Gamorate
- Gamosimane
- Gamoswaane
- Gamotlhale
- Gamotsamai
- Gantsweng
- Gaphiri
- Gaponto
- Gasebe
- Gasithoiwa
- Gatalamokwena
- Gataolo
- Gathaga
- Gathibedi
- Gatshepe
- Gatsietso
- Godi/Xhanagadi
- Gopo/Bolote
- Gwigwi
- hinyedi/Sobela
- Hurudi 2/Magogwe
- Itsole
- Jerusalema/Dikhudu
- Jwage
- Kabaneng
- Kadije
- Kakane
- Kalaitshwago
- Kamaku's Farm
- Kandwane
- Kane
- Kaoma
- Kgake
- Kgamakwe
- Kgamaz enezene
- Kgare
- Kgesakwe
- Kgetsiyatsie
- Kgobe
- Kgokolo
- Kgopoketsone
- Kgoro
- Kgwathe
- Khabakwe's Farm (Number 3)
- Khakhwaya
- Khane
- Khankwe/Khango
- Khekha
- Khekhenya/Chepetese
- Khesekwa
- Khokhamoya/Samane
- Khokhole
- Kholo/Xholo
- Khong
- Khutse Camp
- Khuze Pan
- Khwaki
- Khwikwi
- Kidinyane
- Kitia
- Kochwe
- Kojwe
- Kokojane
- Kokojane
- Kolojane
- Konate
- Kosie
- Kosuwe
- Kubutona
- Kungwane
- Kwakwadi
- Kwasi
- Kwenishadi
- Kwetla
- L A 1
- L.A. 3
- Lebatse
- Legape/Kokonke
- Legojanalabasarwa
- Lehubutshwane
- Lehuti
- Lejobu (1&2)
- Lekalake's Farm (Number 2)
- Lekgajwane
- Lekgwabe
- Lemao
- Leowang
- Leretlweng
- Leru-La-Pula
- Lerulakane
- Letlapeng
- Letlhakolane
- Letsetana
- Letsete
- Letsididi
- Letsopeng
- Lokwakwe
- Lolwane
- Lolwaneng
- Lomatswe
- Lopang
- Loze
- Maanege
- Mabote
- Madubatshe
- Magagale
- Magagarape
- Magakabe
- Magakabe
- Magane
- Magogwane
- Magwa
- Mahuhumo
- Mahupu / Tsodiarona
- Makajane
- Makakarama
- Makalamabedi
- Makgarapane
- Makhujwane
- Makojwe
- Malatlhatshipi
- Malatswane
- Malope/Farm KN-45
- Malwelwe2
- Mamoagi
- Mangadiele
- Maninyane
- Manone
- Manotshe
- Maokamelo
- Maokomelo
- Maothate
- Maphallwane
- Mapharangwane
- Maphuenyane
- Marapo-a-Tau
- Maratabatho
- Maratswane Lands
- Marejwane
- Marezwe
- Marungwane
- Masasabego
- Masenkaneng
- Masepa-A-Korwe
- Masepa-A-Kukama
- Masepa-a-Kukama/Gatii
- Masero
- Maseru
- Mashangane
- Mashongwe/Ramogawane
- Masifinake
- Masokwane
- Masokwe
- Masope
- Maswaswe
- Masweabasadi
- Matebele
- Mathaologe
- Mathathe
- Mathole
- Mathubatsela
- Matlagatse Cattlepost
- Matlapaneng
- Matlho-a-podi
- Matlotakgang
- Matlotla a Moipisi
- Matsane
- Matsaunyane
- Matshabane
- Matshajwe
- Matshalane
- Matswi
- Mereatswe
- Metsidipuo
- Metsimahibidu
- Mmadiaketso
- Mmakgabane
- Mmakgotsane/Setlhare
- Mmalawadipodi
- Mmalebolawa
- Mmamagano
- Mmamarumo
- Mmamatlhaku
- Mmamoetane
- Mmamonageng
- Mmamosadipitse
- Mmankgodi (località)
- Mmankgodi Lands
- Mmaphokoje
- Mmaphoroka
- Mmone
- Mmui/Mosupege
- Mmusi
- Modidime
- Mogothowadino
- Mohikakika/Relela
- Moilwane
- Mokajane
- Mokalane
- Mokame
- Mokawane
- Mokgaloolabile
- Mokgalwane
- Mokhutlheng
- Mokoduwa
- Mokokomadi
- Mokolokwe
- Mokujwane
- Molalaphiri
- Molapong
- Molengwana 1
- Molengwana 2
- Mongabi
- Mongatane
- Monogeng's Farm (Number 5)
- Monong
- Mookane
- Mooke
- Mopipi
- Morabane
- Morabaneng/ Mothabaneng
- Morabeng
- Morale
- Moremong/Moretlwa
- Moretlwa Cattle Post
- Moretlwane
- Moruswane
- Mosadimogolo Farm
- Mosarwambe
- Mosarwanyane
- Mosejane
- Moshaweng Lands
- Mosielele
- Mosime
- Mosobo
- Mosome
- Mosome
- Motale
- Motetane
- Mothale
- Motitswe
- Motlotla-a-Mmakgole
- Motlotswana
- Motokwe Lands
- Motsatse
- Motsholadijo/Sekwatla
- Munwane
- Naka-la-Tlou
- Naka-tsa-Kgama
- Nakaditholo
- Nakalatlou
- Nakalatshukudu
- Nakatsakgama
- Namolehele
- Ngage
- Ngana-la-Ditholo
- Ngangasi
- Ngojwe
- Ngokotela/Wakateng
- Ngwamogware
- Ngwarenyana
- Ngwasehuruku
- Nhahutlwane
- Nhahutlwe
- Nhowa
- Nkgagane
- Nkgotlwane
- Nkhiu
- Ntshe
- Ntsokwe
- Ntsu
- Number one
- Nxhobe
- Nyathosi
- Oduodu/L.A.4
- Okwe
- Ookwa
- Paje
- Palamaokue
- Pelo
- Pelotshetlha
- Pelotshetlha
- Penene / Lempung
- Peyanamarago
- Phalanyane
- Phalanyane Lands
- Phatswa
- Phokoje (località)
- Phuduhudu
- Phuduhudu's Farm
- Phunyakgetsi
- Phunyakgetsi
- Phuramarapo
- Pitsane
- Poaneng
- Polaseng
- Poloka
- Ra-Moalosi(Farm camp 1&2)
- Rabaitaodi
- Rabakwena G5
- Rabotase
- Ragobuang Farm (Number 6)
- Rakgamane
- Rakolonyane
- Ramage
- Ramakatane's Farm
- Ramapololo
- Ramaru
- Ramogwane / Dikokwane
- Ramosetsanyana
- Raphuti
- Rasefifi
- Rasethotho
- Rathini
- Rebakwena
- Samane/ Khekhenye Lands
- Satse
- Seatswe
- Sebabane Pan
- Sebabeng
- Sebatalegare
- Sebesakgama
- Sebisanare
- Sebotswane
- Segatse
- Segeng
- Segogoree Farm/Mokgothu
- Segogorege
- Segootsane
- Sehirwe
- Sehutshane
- Seisante
- Sejamotsatsa
- Sejweng 2
- Sekaname
- Sekantse
- Sekgwasatholo
- Sekgwasentsho
- Sekhozana
- Sekhukhu
- Sekono
- Sekwakwane
- Sekwakware
- Selete
- Seletse
- Semakale
- Senthomole
- Sentlhagasamanong
- Sentlhorege
- Senwamaretse
- Senyeletsang
- Serejwane
- Seroka
- Serongwane's Farm
- Sesatlhong
- Setchi
- Setholwe
- Setseno
- Setshe
- Sewagodimo
- Sikwa
- Sinoge
- Sohulakgokong
- Somo
- Sonyane
- Station
- Tachane
- Taneeme
- Taramajwe
- Taung
- Taunyana
- Thebephatshwa/Khutse Camp
- Thejane
- Thipa-Kae-Baa
- Thosi
- Thutlwamabolawa
- Tibone/ Hurude 1
- Tlantlape
- Tlatlapane
- Tlhokwalatsela
- Tlhosi
- Tlolamolelo
- Tsalatswe
- Tsape
- Tshabamaburu
- Tshabutshabu
- Tshabutshabu lands
- Tshamakwe
- Tshamatsho
- Tshantshije
- Tshaokeng
- Tshasane
- Tshethwane
- Tshetso
- Tshomole
- Tshwabi
- Tshwane
- Tshwantswe
- Tshwaragano
- Tsia
- Tsietona
- Tsimane
- Tsime
- Tsodane
- Tsonye
- Tsoto
- Tsotwane
- Tswaedi
- Tswaiweng
- Ukhwa
- Xhabega
- Xhaku
- Zale